# ATP Finals 2024

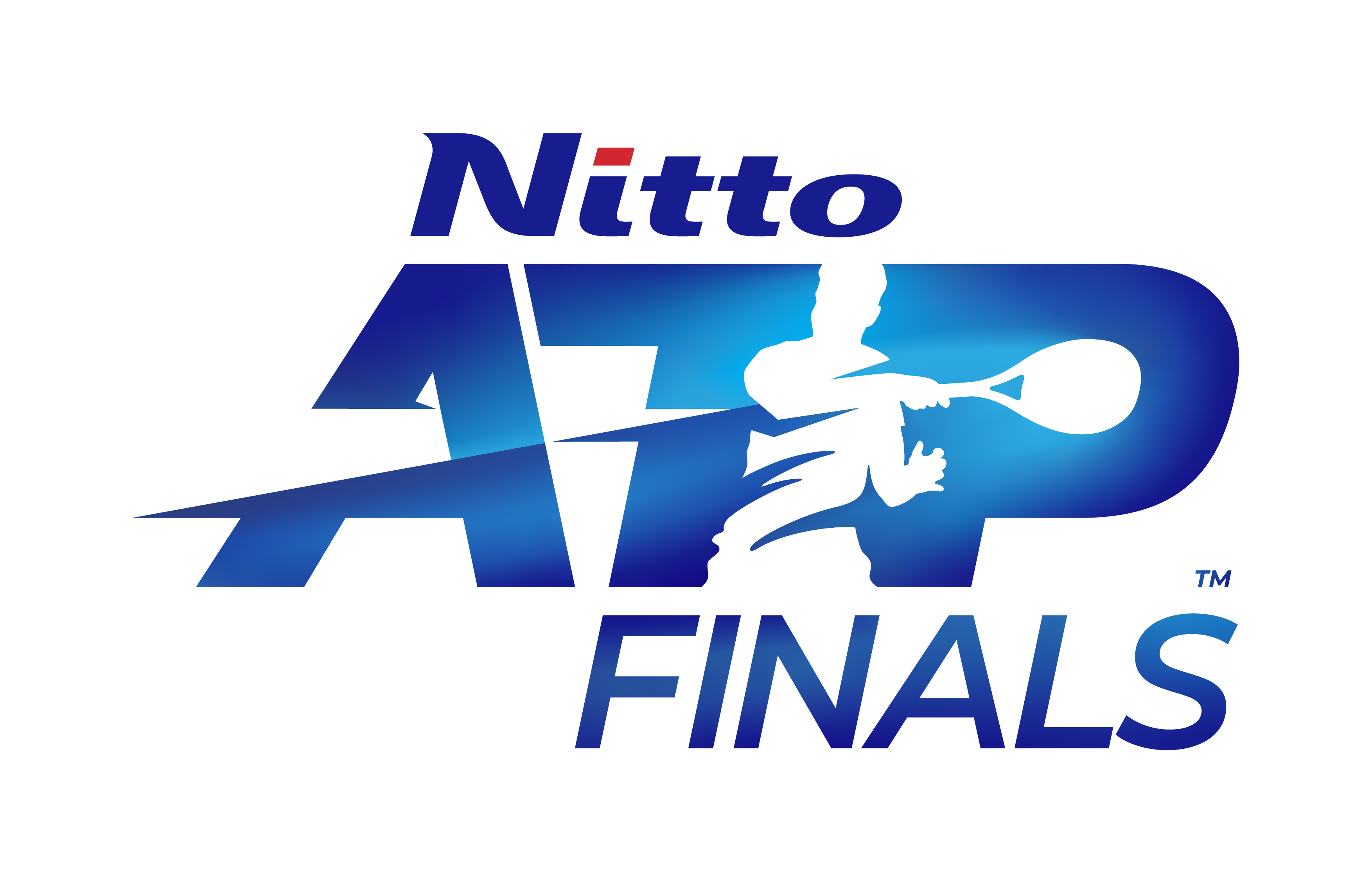
Logo de las Nitto ATP Finals

Las Finales de la ATP o Nitto ATP Finals 2024  fue un torneo de tenis masculino que se jugó en la Pala Alpitour en Turín, Italia, del 10 al 17 de noviembre de 2024.
Fue el evento de final de temporada para los jugadores de individuales y dobles mejor clasificados en el ATP Tour 2024.
Esta fue la cuarta vez que Turín celebra los campeonatos de fin de año del ATP Tour. Fue la 55.ª edición del torneo (50.ª en dobles). El torneo estuvo dirigido por la Asociación de Profesionales de Tenis (ATP) y formó parte del ATP Tour 2024. El evento se llevó a cabo en canchas duras cubiertas.
El italiano Jannik Sinner, le ganó en la final al norteamericano Taylor Fritz, por un doble 6-4, siendo el primer tenista del país italiano en la historia en ganar el torneo

## Formato
El "ATP Finals" tiene un round-robin, con ocho jugadores/equipos divididos en dos grupos de cuatro. Las ocho cabezas de serie están determinados por la clasificación de la ATP y la clasificación de equipos en dobles de la ATP el lunes después del último torneo del ATP World Tour del año. Todos los partidos en individuales son al mejor de tres sets con tie-break en cada set, incluida la final. Todos los partidos de dobles son a dos sets y un supertie-break.

## Clasificación
Los ocho mejores jugadores (o equipos) con la mayor cantidad de puntos acumulados en Grand Slam y ATP World Tour durante todo el año calificarán al ATP Finals 2024. Los puntos contables incluyen a ingresados durante todo el calendario tenístico 2024 y los últimos torneos Challengers del año pasado, posteriores al ATP Finals 2023.
Para clasificar, un jugador que acabe la temporada pasada en el top 30 debe de competir obligatoriamente en los cuatro torneos de Grand Slam y en los nueve torneos ATP World Tour Masters 1000 a excepción de Masters de Montecarlo que no es obligatoria su presentación durante la temporada. También se pueden contabilizar sus seis mejores resultados en torneos ATP World Tour 500 ATP World Tour 250 y otros eventos (Challengers, Futures, Juegos Olímpicos dependiendo de su clasificación. Para contar esos mejores seis resultados, los jugadores deben tener que participar en torneos ATP World Tour 500 – cuatro por año (al menos uno después del US Open).
Adicionalmente, los jugadores ya no se comprometerán a inscribirse en los eventos 500 con 12 semanas de anticipación, sino que lo podrán hacer con 6 semanas de anticipación. Si un jugador decide jugar en un Grand Slam o ATP World Tour Masters 1000, este debe de contabilizar los puntos obtenidos, incluso sí sumó "cero puntos" porque se perdió el evento. Sí un jugador no juega suficientes torneos ATP 500 y no tiene una aparición en un ATP 250 o en un Challenger con un mejor resultado. Si un jugador no juega suficientes ATP 250 o torneos Challenger, el World Team Championship es contabilizado en lugar de los ATP 250 (si el jugador archivó mejores resultados en los torneos mencionados anteriormente). Sí un jugador no se puede presentar en todas las categorías requeridas (por una lesión), todos los resultados de los ATP 250 o Challenger son incluidos en los 18 torneos sumatorios para las finales. En dobles, los puntos de los Challenger están excluidos.

## Carrera al campeonato

### Individuales
- Ranking actualizado al 6 de noviembre de 2024.

     Aquellos jugadores en oro están clasificados.
     Aquellos jugadores en marrón han renunciado a jugar este torneo.
| AUS           | RG                 | WIM     | USO     | IW      | MIA     | MON     | MAD     | ROM     | CAN     | CIN     | SHA     | PAR    | 1       | 2       | 3      | 4      | 5      | 6      |        |        |       |    |   |
| 1             | Jannik Sinner      | G 2000  | SF 800  | CF 400  | G 2000  | SF 400  | G 1000  | SF 400  | CF 200  | A 0     | CF 200  | G 1000 | G 1000  | A 0     | G 500  | G 500  | F 330  |        |        |        | 10330 | 13 | 8 |
| 2             | Alexander Zverev   | SF 800  | F 1300  | R16 200 | CF 400  | CF 200  | SF 400  | R16 100 | R16 100 | G 1000  | CF 200  | SF 400 | R16 100 | G 1000  | G 335  | F 330  | SF 200 | SF 100 | CF 100 | CF 50  | 7315  | 20 | 3 |
| 3             | Carlos Alcaraz     | CF 400  | G 2000  | G 2000  | R64 50  | G 1000  | CF 200  | A 0     | CF 200  | A 0     | A 0     | R32 10 | CF 200  | R16 100 | F 500  | SF 100 | R16 50 | R32 0  |        |        | 6810  | 14 | 4 |
| 4             | Daniil Medvédev    | F 1300  | R16 200 | SF 800  | CF 400  | F 650   | SF 400  | R16 100 | CF 200  | R16 100 | R32 10  | R32 10 | CF 200  | R32 10  | CF 100 | CF 100 | R16 50 |        |        |        | 4830  | 16 | 0 |
| 5             | Taylor Fritz       | CF 400  | R16 200 | CF 400  | F 1300  | R16 100 | R64 10  | R64 10  | SF 400  | CF 200  | R32 50  | R32 10 | SF 400  | R32 10  | G 250  | G 250  | F 165  | CF 100 | RR 45  | R16 0  | 4300  | 21 | 2 |
| 6             | Novak Djokovic     | SF 800  | CF 400  | F 1300  | R32 100 | R32 50  | A 0     | SF 400  | A 0     | R32 50  | A 0     | A 0    | F 650   | A 0     | CF 60  | SF 100 |        |        |        |        | 3910  | 10 | 0 |
| 7             | Casper Ruud        | R32 100 | SF 800  | R64 50  | R16 200 | CF 200  | R16 100 | F 650   | R16 100 | R64 10  | R16 100 | R32 10 | R64 10  | R32 10  | G 500  | F 330  | G 250  | F 165  | SF 100 | CF 130 | 3855  | 22 | 2 |
| 8             | Álex de Miñaur     | R16 200 | CF 400  | CF 400  | CF 400  | R16 100 | R16 100 | CF 200  | R64 10  | R16 100 | A 0     | A 0    | A 0     | CF 200  | G 500  | F 330  | SF 265 | G 250  | SF 200 | R16 50 | 3745  | 17 | 2 |
| 9             | Andrey Rublev      | CF 400  | R32 100 | R128 10 | R16 200 | R32 50  | R64 10  | R32 10  | G 1000  | R32 50  | F 650   | CF 200 | R64 10  | R32 10  | G 250  | SF 200 | SF 100 | CF 100 | CF 100 | CF 100 | 3720  | 22 | 2 |
| ↓ suplentes ↓ |                    |         |         |         |         |         |         |         |         |         |         |        |         |         |        |        |        |        |        |        |       |    |   |
| 10            | Grigor Dimitrov    | R32 100 | CF 400  | R16 200 | CF 400  | R16 100 | F 650   | R16 100 | R64 10  | R16 100 | R16 100 | R32 10 | R16 100 | CF 200  | G 250  | F 165  | SF 200 | R16 50 | R16 50 | R16 0  | 3340  | 18 | 1 |
| 11            | Stefanos Tsitsipas | R16 200 | CF 400  | R64 50  | R128 10 | R16 100 | R64 10  | G 1000  | R64 10  | CF 200  | R32 10  | R32 50 | R16 100 | CF 200  | F 330  | CF 100 | SF 100 | SF 100 | R16 50 | R16 50 | 3165  | 19 | 1 |

### Dobles
- Ranking actualizado al 4 de noviembre de 2024.

     Aquellos parejas en oro están clasificados.
| Rank.         | Equipo                             | Puntos | Puntos | Puntos | Puntos | Puntos  | Puntos  | Puntos  | Puntos  | Puntos | Puntos  | Puntos  | Puntos | Puntos | Puntos | Puntos | Puntos | Puntos | Puntos | Puntos | Puntos totales | Torneos | Título |
| Rank.         | Equipo                             | 1      | 2      | 3      | 4      | 5       | 6       | 7       | 8       | 9      | 10      | 11      | 12     | 13     | 14     | 15     | 16     | 17     | 18     | 19     | Puntos totales | Torneos | Título |
| ------------- | ---------------------------------- | ------ | ------ | ------ | ------ | ------- | ------- | ------- | ------- | ------ | ------- | ------- | ------ | ------ | ------ | ------ | ------ | ------ | ------ | ------ | -------------- | ------- | ------ |
| 1             | Marcelo Arévalo Mate Pavić         | G 2000 | G 1000 | F 600  | CF 360 | CF 360  | SF 360  | SF 360  | G 250   | G 250  | R16 180 | SF 180  | SF 180 | R16 90 | R16 90 | SF 90  | R32 0  | R16 0  | R16 0  | R16 0  | 6710           | 21      | 4      |
| 2             | Marcel Granollers Horacio Zeballos | G 1000 | G 1000 | SF 720 | SF 720 | SF 720  | F 600   | SF 360  | SF 360  | SF 360 | SF 360  | R16 180 | F 150  | F 150  | R16 90 | CF 90  | R16 0  | R16 0  |        |        | 6500           | 16      | 2      |
| 3             | Wesley Koolhof Nikola Mektić       | G 1000 | G 1000 | G 1000 | G 500  | CF 360  | F 300   | G 250   | R16 180 | CF 180 | SF 180  | F 150   | R32 90 | R32 90 | R16 90 | R16 90 | R16 90 | CF 90  | CF 90  | CF 45  | 5775           | 21      | 4      |
| 4             | Simone Bolelli Andrea Vavassori    | F 1200 | F 1200 | G 500  | G 500  | SF 360  | SF 360  | G 250   | R16 180 | CF 180 | CF 180  | CF 180  | CF 180 | SF 180 | R16 90 | R64 0  | R32 0  | R16 0  |        |        | 5540           | 16      | 3      |
| 5             | Max Purcell Jordan Thompson        | G 2000 | F 1200 | SF 360 | G 250  | G 250   | R16 180 | G 250   | R32 90  | R16 90 | R16 90  | R16 90  | SF 90  | SF 90  | CF 45  | R16 0  |        |        |        |        | 5255           | 15      | 4      |
| 6             | Rohan Bopanna Matthew Ebden        | G 2000 | G 1000 | SF 720 | SF 360 | R16 180 | F 150   | R32 90  | CF 90   | CF 90  | CF 90   | R16 90  | R16 0  | R16 0  | R32 0  | R32 0  | R16 0  |        |        |        | 5135           | 16      | 2      |
| 7             | Harri Heliövaara Henry Patten      | G 2000 | F 300  | G 250  | G 250  | CF 250  | R16 180 | R16 180 | SF 180  | CF 180 | CF 180  | G 175   | F 150  | G 100  | SF 90  | CF 32  | R32 0  | R32 0  | R32 0  |        | 4587           | 17      | 6      |
| 8             | Kevin Krawietz Tim Puetz           | F 1200 | G 500  | CF 360 | CF 360 | SF 360  | SF 360  | F 300   | R16 180 | CF 180 | CF 180  | F 150   | R16 90 | R16 90 | R16 90 | CF 90  | R16 0  | R16 0  | R16 0  |        | 4490           | 18      | 1      |
| ↓ suplentes ↓ |                                    |        |        |        |        |         |         |         |         |        |         |         |        |        |        |        |        |        |        |        |                |         |        |
| 9             | Nathaniel Lammons Jackson Withrow  | SF 720 | G 250  | G 250  | G 250  | R16 180 | R16 180 | CF 180  | CF 180  | CF 180 | SF 180  | SF 90   | SF 90  | R16 90 | R16 90 | CF 90  | CF 90  | CF 45  | CF 45  | CF 45  | 3680           | 29      | 3      |
| 10            | Máximo González Andrés Molteni     | F 600  | G 500  | CF 360 | CF 360 | CF 360  | G 250   | R16 180 | SF 180  | R16 90 | CF 90   | SF 90   | CF 45  | R16 0  | R16 0  | R32 0  | R32 0  | R32 0  | R32 0  | R16 0  | 3105           | 18      | 2      |

## Finales

### Individual
| Fecha    | Hora¹ | Enfrentamiento    | Enfrentamiento | Enfrentamiento   | Marcador |
| -------- | ----- | ----------------- | -------------- | ---------------- | -------- |
| 17.11.24 | 18:00 | Jannik Sinner [1] | 2-0            | Taylor Fritz [5] | 6-4, 6-4 |

- (¹) -  Hora local de Turín (UTC +1)

### Dobles
| Fecha    | Hora¹ | Partido                      | Partido | Partido                        | Resultado          |
| -------- | ----- | ---------------------------- | ------- | ------------------------------ | ------------------ |
| 17.11.24 | 15.00 | Kevin Krawietz Tim Puetz [8] | 2-0     | Marcelo Arévalo Mate Pavić [1] | 7-6(7-5), 7-6(8-6) |

- (¹) -  Hora local de Turín (UTC +0)